# Economia rural
A economia rural é o estudo das relações econômicas no meio rural, incluindo:
- indústria fazendeira e não-fazendeira;[1]
- crescimento econômico, desenvolvimento e mudanças;[2]
- tamanho e distribuição espacial de unidades de produção e moradia e comércio interregional;[3]
- uso da terra;[4]
- moradia[5] e não-moradia como oferta e demanda;
- migração e êxodo rural;[6]
- finanças;[7]
- políticas do governo para desenvolvimento, investimento, regulação e transporte;[8]
- análise de equilíbrio geral e bem-estar, por exemplo, independências de sistemas e disparidades de renda urbana-rural.[9]